# Convento de Caños Santos

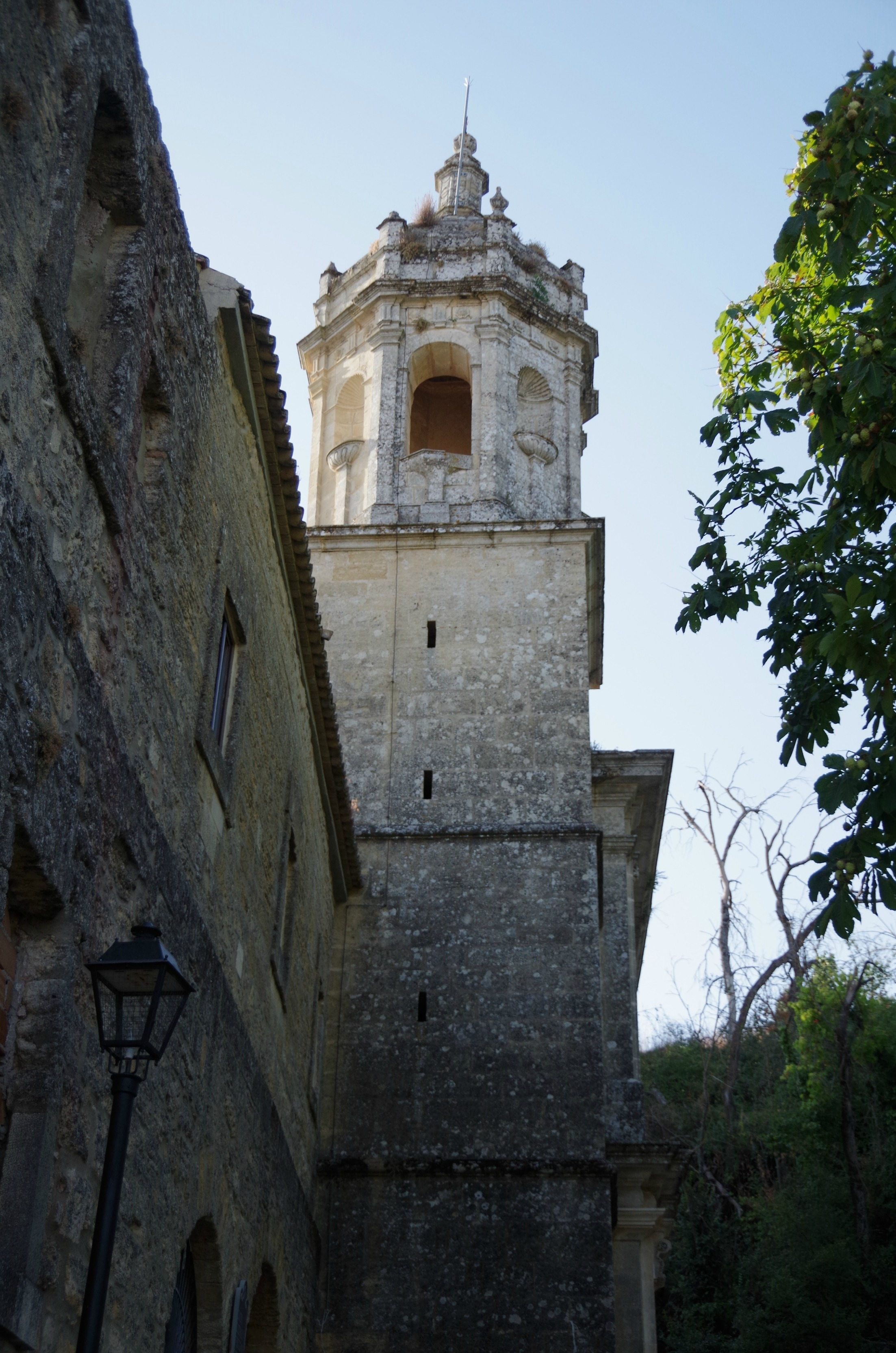
Torre

El convento de Caños Santos se sitúa en el término municipal de Olvera, Provincia de Cádiz, en un entorno de gran valor paisajístico y es propiedad del ayuntamiento de Alcalá del Valle. Remonta sus orígenes al siglo XVI cuando el Conde de Ureña y Morón facilita tierras para la construcción de una ermita a Nuestra Señora de Caños Santos. Al aumentar la devoción de la feligresía se decidió labrar el Convento y Casa en 1542, aunque en su arquitectura se mezclan con la fábrica original importantes intervenciones de los siglos XVII y XVIII.
En su entorno se encuentran, asimismo, la cueva donde, según la creencia popular, se apareció la Virgen y los caños que dieron nombre al convento. En 1835, la imagen de Nuestra Señora de Caños Santos fue trasladada de forma definitiva a Cañete la Real (Málaga), de donde es Patrona, y goza de una gran devoción.

## Descripción
La edificación corresponde tipológicamente a una construcción conventual, donde iglesia y claustro son las piezas fundamentales en torno a las que se organizan las restantes dependencias. Dos son los conjuntos que componen el inmueble; el primero está compuesto por las antiguas hospedería y panadería, así como por el puente de Caños Santos; el segundo, por su parte, se encuentra fronterizo a aquel, y es el de mayor significado desde el punto de vista arquitectónico, ya que lo componen la iglesia, así como algunas dependencias anejas.

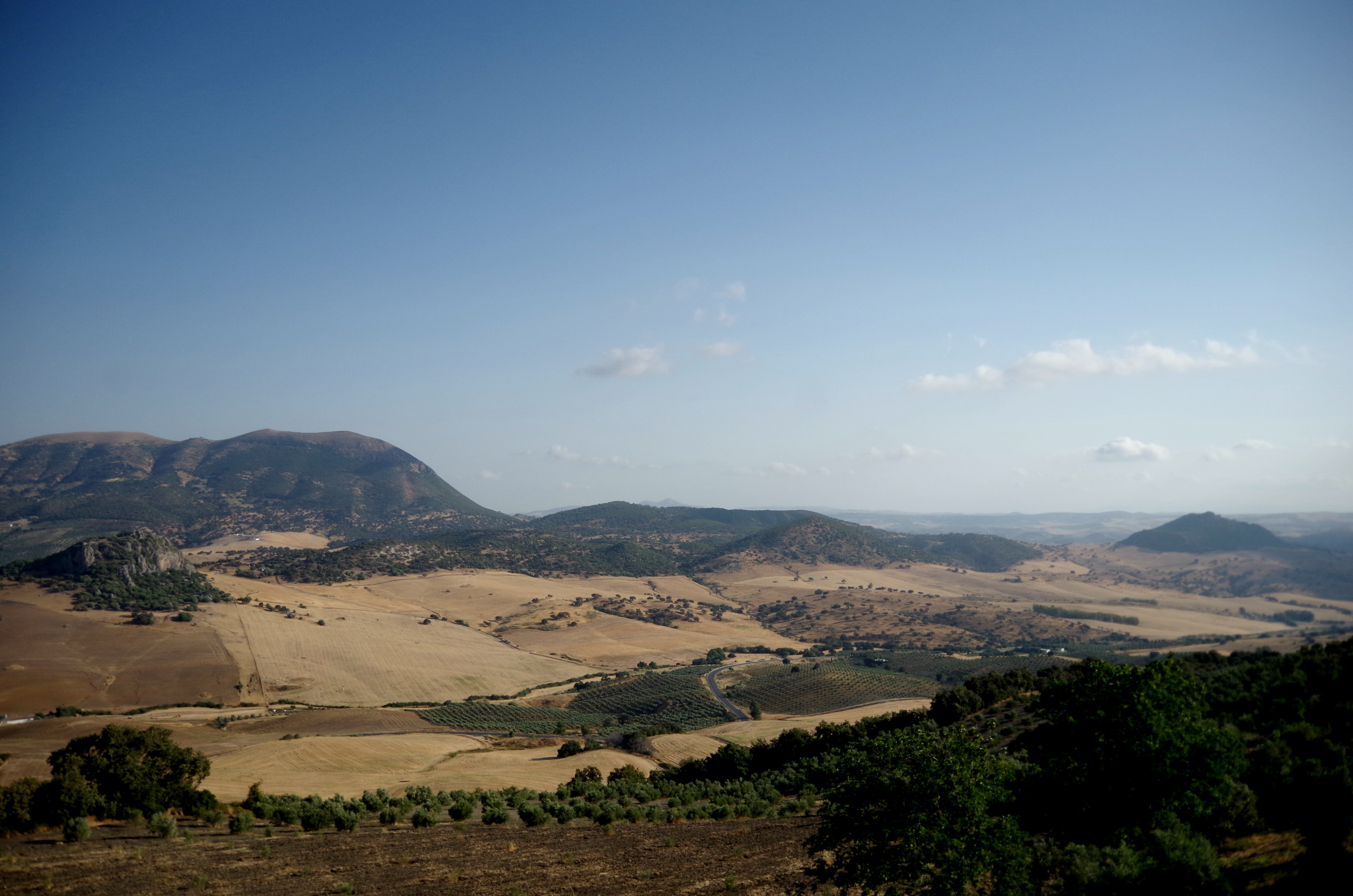
Vista desde el convento

El templo, de planta rectangular, consta de una sola nave, con cubierta abovedada, hoy perdida. A los pies de la nave se sitúa el coro y, en la cabecera de la misma, un camarín cubierto de bóveda semiesférica sobre pechinas. También debemos indicar que, adosada al muro del Evangelio, aparece una capilla de planta poligonal. La fachada, que es el elemento mejor conservado, se divide en dos cuerpos, cada uno de los cuales se organiza en tres calles separadas por medios de pilastras. En el primer cuerpo, la calle central está ocupada por el vano de entrada, de medio punto, mientras que las laterales lo están por hornacinas aveneradas. Un esquema muy semejante es el del segundo cuerpo, aunque aquí es un óculo, rematado por un escudo heráldico, el que se sitúa en la parte central.
Especial atención merece la torre de la iglesia, que se levanta a un lado de la fachada. La planta de la misma es cuadrada en sus tres primeros cuerpos, mientras que el superior, que hace las veces de campanario, es octogonal. La decoración es muy sencilla en los tres primeros cuerpos, y se limita a los elementos de separación de cada uno de ellos. Más interesante es la del campanario donde, además de las pilastras angulares, se alternan vanos de medio punto y hornacinas que repiten los esquemas de la fachada.
En 2007-2008 tuvo lugar un Acondicionamiento del Centro Cultural y turístico del Convento de Caños Santos. El objeto fue la restauración del claustro y la zona de antiguas celdas. El patio fue cubierto con nueva estructura, se dejaron los restos del claustro como elementos de museo, acondicionando las salas de la planta baja y semisótano para exposiciones y seis habitaciones en la planta alta aprovechando las zonas del cuerpo norte que aún están en pie.
En diciembre de 2020 se inicia la recuperación de la zona de bodegas, junto a la conservación del centro cultural y turístico del convento de Caños Santos financiado por el Gobierno Español.